# Lisa Boattin
Lisa Boattin, née le 3 mai 1997 à Portogruaro, est une footballeuse internationale italienne, qui joue au poste d'arrière gauche au Juventus FC.

## Biographie
Lisa Boattin est née à Portogruaro, en Vénétie.

## Carrière

### Carrière en club
Lisa Boattin fait ses débuts en club pour A.C.F. Pordenone (it), une équipe basée à Venise. En juillet 2014, Boattin signe pour Brescia Calcio. En novembre 2017, elle marque son premier but pour la Juventus, un penalty contre Res Roma. Elle fait deux apparitions pour la Juventus en Ligue des champions féminine de l'UEFA 2018-2019. Elle joue encore pour la Juventus lors de la finale de la Coupe d'Italie féminine de football 2018-2019, la Juventus ayant battu la Fiorentina 2–1. En mai 2019, Lisa Boattin prolonge son contrat avec la Juventus jusqu'en 2021.

### Carrière internationale
Lisa Boattin est capitaine de l'équipe d' Italie U-17 lors du Championnat d'Europe féminin de football des moins de 17 ans 2014 et de la  Coupe du monde féminine de football des moins de 17 ans 2014. L'Italie U-17 s'est classée troisième dans les deux épreuves et Lisa Boattin a marqué lors d'une séance de tirs au but lors de la Coupe du monde. Elle a joué pour l'équipe d'Italie à deux reprises en qualifications pour la Coupe du monde 2019. En mai 2019, elle est sélectionnée dans l'équipe pour la Coupe du monde 2019 en France. Elle fait partie des huit joueuses de la Juventus dans l’équipe.